# August von Hoop
August Ritter von Hoop (geboren 11. August 1899 in Prag; gestorben 2. März 1946 ebenda) war ein tschechischer Journalist.

## Leben
August von Hoop war ein Sohn eines tschechischen Vaters und einer deutschen Mutter. Er besuchte das Gymnasium in Smíchov, wurde 1916 zum Kriegsdienst eingezogen und an der Südfront eingesetzt. Nach Kriegsende studierte er Germanistik und Musik an der Deutschen Universität Prag und wurde 1923 promoviert. 1924 bis 1926 arbeitete er als Hauptschriftleiter des Karlsbader Tagblatts. Er ging zurück nach Prag und wurde nach einer längeren Tuberkuloseerkrankung Lokalreporter bei der Prager Presse.
Aufgrund der Zerschlagung der Tschechoslowakei wurde er arbeitslos, da die Zeitung eingestellt wurde. Am 11. April 1939 beantragte er die Aufnahme in die NSDAP und wurde rückwirkend zum 1. April desselben Jahres aufgenommen (Mitgliedsnummer 7.100.564). Er wurde als Presselektor von der Kollaborationsregierung eingestellt. Er wechselte dann in die Kulturabteilung, die dem Ministerratspräsidium unterstand. Als Sektionsleiter unterlag ihm die „Schrifttumsfürsorge“, dazu gehörte auch die Fortschreibung der Liste des schädlichen und unerwünschten Schrifttums. Er sollte die tschechischen Kulturangelegenheiten im Sinne der deutschen Besatzung kontrollieren,.
Nach Kriegsende wurde von Hoop am 4. Juni 1945 im Gefängnis Pankrác inhaftiert. Er wurde wegen der Zensurmaßnahmen vor dem außerordentlichen Volksgericht angeklagt. Von Hoop stellte beim Prozess in Abrede, dass er auf das tschechische Schrifttum, das Theater und die Musik irgendeinen Druck oder eine Zensur ausgeübt habe. Die Verantwortung für Zensur- und Repressionsmaßnahmen schob er auf den 1945 verstorbenen Kollaborateur Emanuel Moravec.
August Ritter von Hoop starb noch vor Abschluss des Gerichtsverfahrens in der Untersuchungshaft.

## Werke
- Werde! Gedichte. Prag : Orbis, 1940
- Was Weimar mir gab. Gedichte. Prag : Orbis, 1941